# Argecilla
Argecilla es un municipio y localidad española de la provincia de Guadalajara, en la comunidad autónoma de Castilla-La Mancha. El término municipal tiene una población de 72 habitantes (INE 2024).

## Símbolos
La descripción de su escudo es la siguiente: en escudo español, de plata, una montaña de sinople en su costado diestro, y en la punta ondas de azur y plata. En la siniestra del jefe, las armas de Silva, que es sobre el mismo campo de plata un león rampante de gules coronado de oro. Al timbre, la corona real cerrada.

## Geografía
El término municipal de Argecilla ocupa una extensión de 40.76 km² al norte de la comarca natural de La Alcarria. Su territorio es atravesado por el río Badiel que forma un profundo valle. La marcada orografía así como la abundancia de aguas por manantiales y el propio río Badiel, condicionan sus cultivos, dándose secano en las altiplanicies de poniente, matorral bajo en las colinas y huerta en las orillas del río.
Pertenece al partido judicial de Guadalajara y a la diócesis católica de Sigüenza-Guadalajara.
La capital del municipio del mismo nombre, está situada a 973 m de altitud sobre el nivel del mar, y en las coordenadas latitud 40,53 norte y longitud 2,49 oeste. Su distancia por carretera de la capital de la provincia es de 29 km. Se despliega sobre una colina en un apiñado caserío.
Como la mayoría de los pueblos de la Alcarria, Argecilla sigue perdiendo población. Según el padrón continuo publicado en 2015, tiene una población de 70 vecinos, 29 habitantes menos que en 2005.

### Ubicación
| Noroeste: Jadraque y Villanueva de Argecilla | Norte: Matillas | Noreste: Castejón de Henares y Mandayona |
| Oeste: Miralrío                              |                 | Este: Almadrones                         |
| Suroeste Ledanca                             | Sur: Ledanca    | Sureste: Hontanares                      |

### Clima
Argecilla tiene un clima mediterráneo continentalizado, determinado como de tipo Csb (templado con verano seco y templado) en transición a Csa (templado con verano seco y caluroso) según la clasificación climática de Köppen.
| Parámetros climáticos promedio de Argecilla en el periodo 1968-2003 | Parámetros climáticos promedio de Argecilla en el periodo 1968-2003 | Parámetros climáticos promedio de Argecilla en el periodo 1968-2003 | Parámetros climáticos promedio de Argecilla en el periodo 1968-2003 | Parámetros climáticos promedio de Argecilla en el periodo 1968-2003 | Parámetros climáticos promedio de Argecilla en el periodo 1968-2003 | Parámetros climáticos promedio de Argecilla en el periodo 1968-2003 | Parámetros climáticos promedio de Argecilla en el periodo 1968-2003 | Parámetros climáticos promedio de Argecilla en el periodo 1968-2003 | Parámetros climáticos promedio de Argecilla en el periodo 1968-2003 | Parámetros climáticos promedio de Argecilla en el periodo 1968-2003 | Parámetros climáticos promedio de Argecilla en el periodo 1968-2003 | Parámetros climáticos promedio de Argecilla en el periodo 1968-2003 | Parámetros climáticos promedio de Argecilla en el periodo 1968-2003 |
| Mes | Ene.                                                                | Feb.                                                                | Mar.                                                                | Abr.                                                                | May.                                                                | Jun.                                                                | Jul.                                                                | Ago.                                                                | Sep.                                                                | Oct.                                                                | Nov.                                                                | Dic.                                                                | Anual                                                               |
| --- | ------------------------------------------------------------------- | ------------------------------------------------------------------- | ------------------------------------------------------------------- | ------------------------------------------------------------------- | ------------------------------------------------------------------- | ------------------------------------------------------------------- | ------------------------------------------------------------------- | ------------------------------------------------------------------- | ------------------------------------------------------------------- | ------------------------------------------------------------------- | ------------------------------------------------------------------- | ------------------------------------------------------------------- | ------------------------------------------------------------------- |
| Temp. media (°C) | 7.1                                                                 | 8.0                                                                 | 9.2                                                                 | 11.5                                                                | 13.9                                                                | 17.7                                                                | 20.8                                                                | 21.4                                                                | 18.2                                                                | 14.8                                                                | 11.6                                                                | 8.5                                                                 | 13.6                                                                |
| Precipitación total (mm) | 54.7                                                                | 36.0                                                                | 33.0                                                                | 50.0                                                                | 55.6                                                                | 35.8                                                                | 18.4                                                                | 13.0                                                                | 30.1                                                                | 46.0                                                                | 47.0                                                                | 45.1                                                                | 465.5                                                               |
| Fuente: Ministerio de Agricultura, Alimentación y Medio Ambiente. Datos de precipitación para el periodo 1968-2003 y de temperatura para el periodo 1969-1995 en Argecilla 20 de marzo de 2012 |                                                                     |                                                                     |                                                                     |                                                                     |                                                                     |                                                                     |                                                                     |                                                                     |                                                                     |                                                                     |                                                                     |                                                                     |                                                                     |

## Demografía
Argecilla cuenta con una población de 72 habitantes (INE 2024).

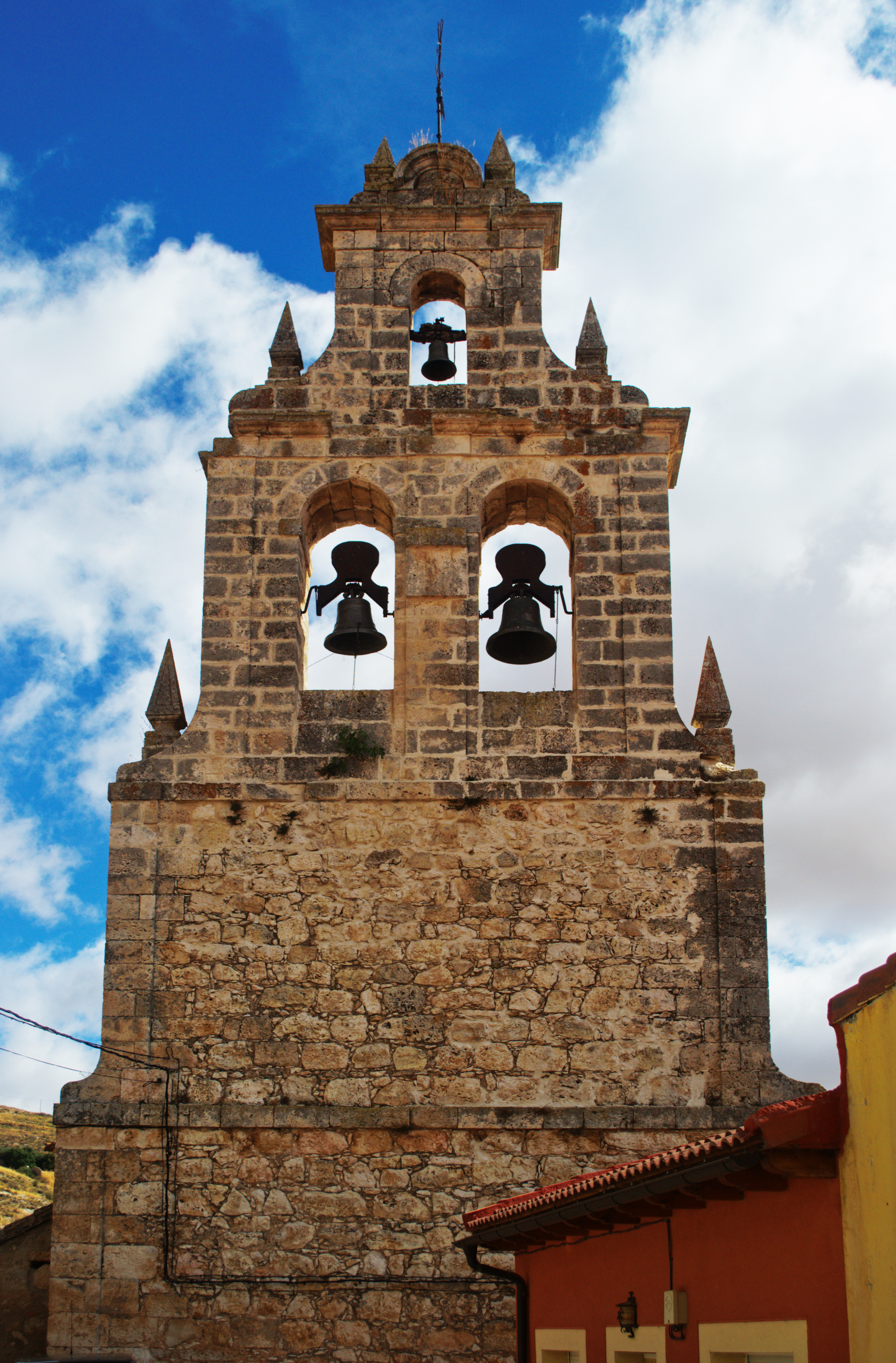
Campanario de la iglesia de San Miguel Arcángel de Argecilla

| Gráfica de evolución demográfica de Argecilla entre 1842 y 2021                                                     |
| |
| Población de derecho según los censos de población del INE Población de hecho según los censos de población del INE |

## Historia

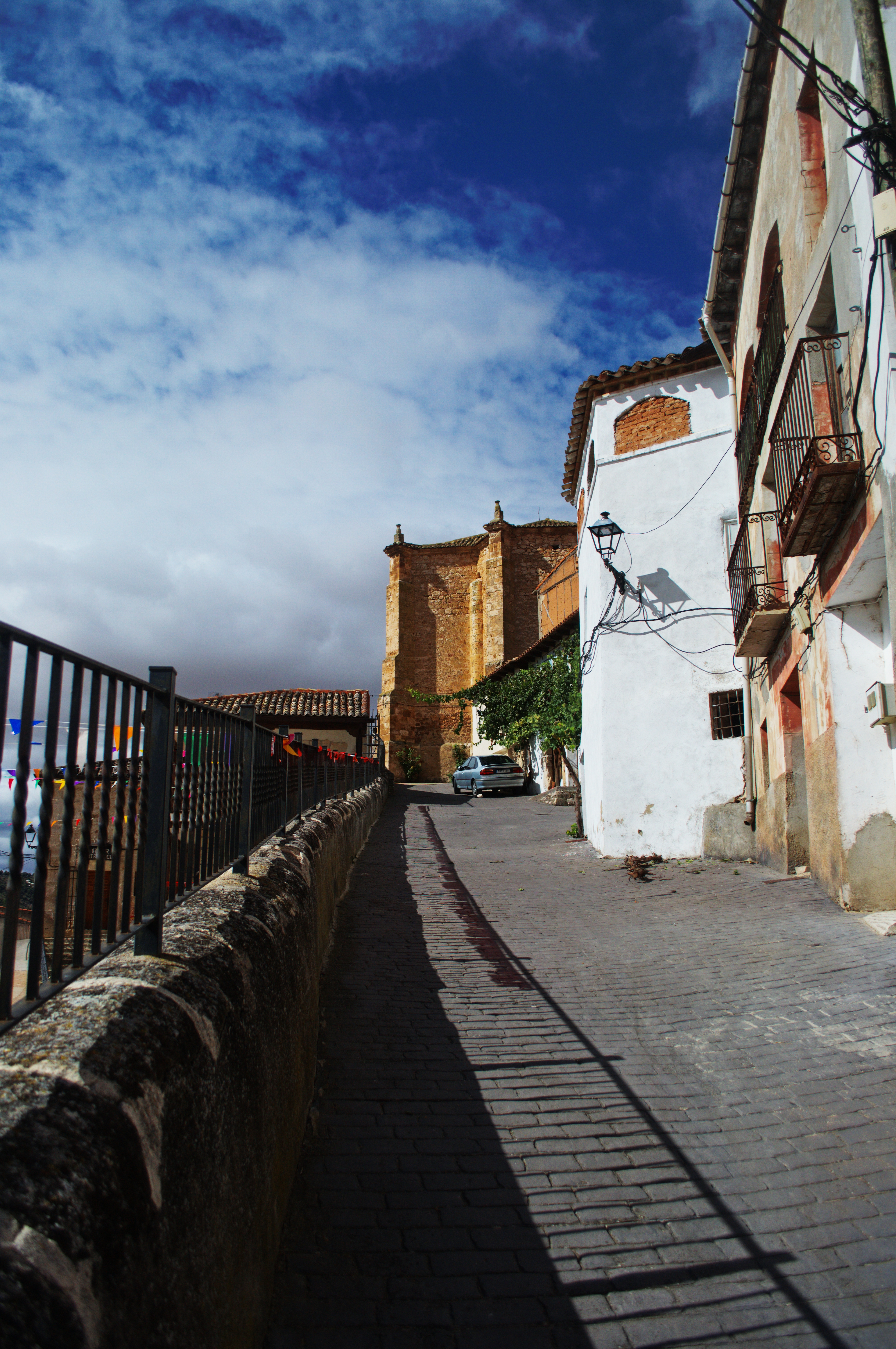
Calle de Argecilla, con la iglesia al fondo

La existencia de restos prehistóricos en su término, excavados desde mediados del siglo XIX por Nicanor de la Peña (cuyos descubrimientos se conservan en el Museo Arqueológico Nacional) demuestra que la zona fue ocupada desde el neolítico. Incluso la cueva de la Solana pudo ser ocupada como vivienda por aquella época.
Tras la conquista de la zona por los reyes de Castilla en el siglo XI, Argecilla quedó bajo la Tierra de Atienza y su fuero hasta que a principios del siglo XIV, en tiempos de Fernando IV se donó a Ruy Pérez de Atienza, a la sazón Canciller de Castilla. Posteriormente Argecilla pasó a manos de Íñigo López de Orozco (quien fue también señor de Escamilla, Pinto, Orija, Santa Olalla, Galve de Sorbe, Robredarcas, Tamajón o Miedes de Atienza), y de este a su hija Teresa López, casada en segundas nupcias con Pedro González de Mendoza, quien incluyó, en 1380, a Argecilla en un vasto mayorazgo junto con otras localidades de la comarca como Palazuelos y Carabias, Tamajón y Sacedoncillo, Castejón de Henares, Almadrones, Ledanca, Cogollor, Hontanares, Villanueva de Argecilla, Cutamilla, Henarejos, Retuerta y Sarracines, con lo que pasó a la órbita de los estado de los Mendoza hasta la desaparición de los mayorazgos en el siglo XIX. Algunos tratadistas consideran a Diego Hurtado de Mendoza, hijo de Pedro González, primer marqués de Algecilla, pero se suele considerar como tal a Diego Hurtado de Mendoza, hijo de Diego de Mendoza y Ana de la Cerda.
En el siglo XVII, Diego de Mendoza y Silva, tercer marqués de Argecilla, mandó construir en la localidad una iglesia, la actual parroquial de San Miguel Arcángel, en cuyo interior se conservan varios escudos de la familia, y una casa palacio, finalizada en 1696 según consta en su portada. En 1710, y tras la batalla de Villaviciosa del Tajuña, Felipe V se alojó en la casa que Manuel Morterero, poseía en la localidad.
Hacia mediados del siglo XIX, el lugar tenía contabilizada una población de 508 habitantes. La localidad aparece descrita en el segundo volumen del Diccionario geográfico-estadístico-histórico de España y sus posesiones de Ultramar de Pascual Madoz de la siguiente manera:

ARGECILLA: v. con ayunt. de la prov. y adm. de rent. de Guadalajara (7 leg.), part. jud. de Brihuega (2), aud. terr. y c. g. de Madrid (17), dióc. de Sigüenza (5): sit. á la mitad de una cuesta muy pendiente dando cara al mediodia, frente á una vega ó valle que á su pie se forma; defendida del aire N. y ventilada por E. y O.; es de clima sano, y sus enfermedades mas comunes son calenturas catarrales y alguna terciana: tiene sobre 200 casas de mediana fab. si bien escasas de comodidades, siendo las mas sobresalientes, las que pertenecen al Exmo. Sr. duque del Infantado, donde vive su administrador, y otra de un vec. de Sigüenza que habita el cura párroco; las calles son pendientes y trabajosas por la natural posicion de la v., esceptuándose la plaza que es una gran llanura cuadrilonga, abierta á pico en la misma cuesta y sostenida por la parte superior con una fuerte pared de cal y canto, que detiene todo el terreno; cuya muralla se prolonga por la calle que va á la igl. y tiene en algunos puntos mas de 20 varas de elevacion: esta misma pared, que alli se llama el Canton, sirve para recibir las aguas que manan de la sierra, formándose en la plaza una gran fuente compuesta de 6 caños abundantísimos, que vierten en 2 largos pilones; sus sobrantes corren á un lavadero para lanas y otro para ropas, ambos cubiertos, que se hallan en la parte inferior de aquel espacio: hay casa de ayunt. en la que se halla el pósito, el relox de la v., la cárcel y escuela de primera educacion para niños, dotada con 1,500 rs. á la que asisten 60, é igl. parr. dedicada á San Miguel, y servida por 1 cura y 1 vicario que alternan por semanas, y ambos beneficios se proveen por concurso en el general de la dióc: en los afueras existen las ermitas de la Soledad, San Anton y San Roque, y contiguo á la primera el cementerio. Confina el térm. por N. con el de Castejon, y Almadrones, E. Alaminos y Hontanares; S. Yela; O. Ledanca y Valfermoso de las Monjas; á dist. de 1/2 y 1 leg. y comprende 2,500 fan. de tierra regadía de primera calidad, 1 deh. de encina, y 1 monte de mata baja, que componen otras 1,000 fan. y alguna otra tierra inferior: el terreno se compone de la vega que se halla al S. del pueblo, y las crestas y cerros que la circundan; en la primera se siembra cáñamo, patatas, judias, legumbres, trigo, cebada y centeno; las segundas se hallan cubiertas de viñas hasta las cumbres y tienen ademas algun nogal y cerezo: riega las fértiles tierras de la vega el arroyo Cadiel que se forma de las muchas fuentes del térm. y mas principalmente de la que se halla en la plaza de que se ha hablado ya: caminos: cruza por el monte de encina la carretera de Aragon, á 1/2 leg. S. del pueblo: se recibe el correo en Almadrones tres veces á la semana: prod.: las hay de todas clases de frutos aunque en pequeño número, siendo las mas abundantes la del trigo, uva, cáñamo y legumbres: se mantiene algun ganado lanar churro de buenas carnes, y el vacuno y mular necesario para la labor: se cria caza menor y no falta alguna pesca de anguilas en el arroyo referido. ind.: 6 telares de paños bastos, 2 molinos harineros, 1 de chocolate, y 1 tinte: comercio: el de paños y frutos del pais. pobl. 149 vec., 508 alm.: cap. prod. 2.500,000 rs.: imp. 225,000.: contr. 15,370.
(Madoz, 1845, p. 545)

## Patrimonio

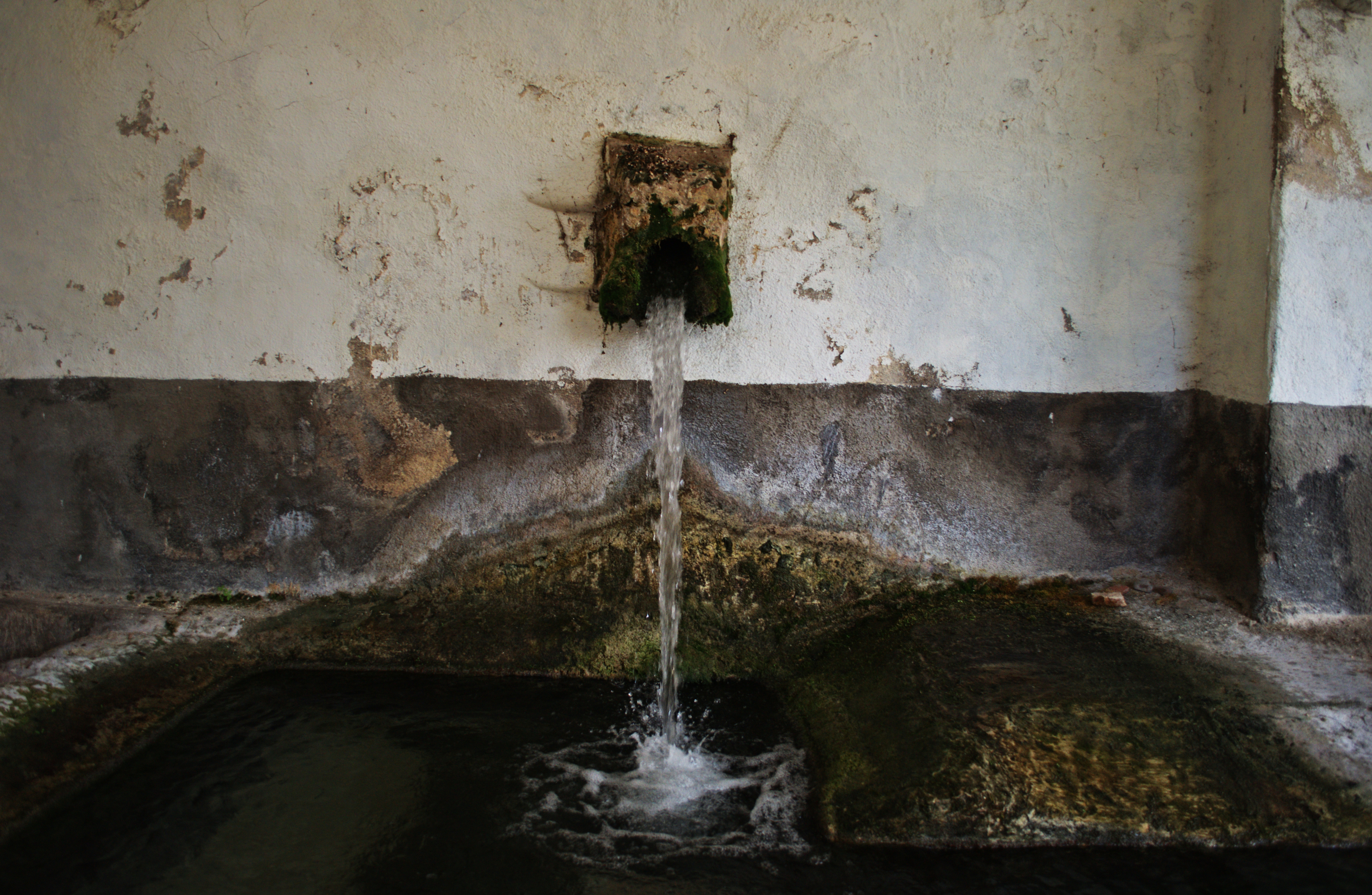
Lavadero de Argecilla

La localidad cuenta con un caserío aceptablemente conservado. Entre sus edificios, se encuentra una iglesia parroquial bajo la advocación de San Miguel, construida en el siglo XVII, de tres naves, en estilo indefinido. Su portada muestra elementos jónicos, y en su interior, sobre los pilares del crucero, aparecen grandes escudos tallados en piedra, correspondientes sus promotores, los duques de Francavile y marqueses de Argecilla. Entre los edificios civiles, construidos tradicionalmente de sillarejo en su planta baja y de entramados de madera con rellenos de adobe en la superior, hay una casa palacio de los marqueses de Argecilla (siglo XVII). Hay dos fuentes públicas.